# توم دالي (لاعب كرة قاعدة أمريكي)
توم دالي (بالإنجليزية: Tom Daly)‏ هو لاعب كرة قاعدة أمريكي، ولد في 7 فبراير 1866 في فيلادلفيا في الولايات المتحدة، وتوفي في 29 أكتوبر 1938 في بروكلين في الولايات المتحدة.

## وصلات خارجية
- توم دالي (لاعب كرة قاعدة أمريكي) على موقعبيزبول رفرنس.كوم (الدوري الرئيسي) (الإنجليزية)
- توم دالي (لاعب كرة قاعدة أمريكي) على موقعبيزبول رفرنس.كوم (الدوري الثانوي) (الإنجليزية)